# Banja (okręg szumadijski)
Banja (cyr. Бања) – wieś w Serbii, w okręgu szumadijskim, w gminie Aranđelovac. W 2011 roku liczyła 2194 mieszkańców.